# Амуры (фильм)
«Амуры» (нем. Affären) — фильм 1994 года режиссёра Жака Брюйера.

## Сюжет
У семейной пары, Норы и Томаса Принц, большие проблемы. Непонимание и обиды делают совместную жизнь невыносимой. Томас решает обратиться к семейному психологу. Предстоит неделя жизни, когда психолог будет находиться в их квартире, пытаясь понять, что происходит и находить пути решения. К удивление Норы и Томаса психологом оказывается не какая-нибудь солидная женщина-врач, а молодая и привлекательная девушка, Шарлотта Кирш. Взявшись решать семейные проблемы, она сама становится самой большой из них. У Норы и Шарлотты начинается роман. И это никак не может способствовать укреплению семьи. Возникшие чувства заставляют принять нелёгкие решения.

## Актёрский состав
| В ролях          |  | Персонаж      |
| ---------------- |  | ------------- |
| Софи вон Кессель |  | Нора Принц    |
| Даниела Амавия   |  | Шарлотта Кирш |
| Гедеон Буркхарт  |  | Томас Принц   |